# BFC Südring
BFC Südring – niemiecki klub piłkarski, grający obecnie w Kreislidze B (Berlin) (odpowiednik dziesiątej ligi), mający siedzibę w mieście Berlin, w okręgu administracyjnym Friedrichshain-Kreuzberg.

## Historia
- 15.06.1935 – został założony jako SC Südring Berlin
- 1945 – został rozwiązany
- 1945 – został na nowo założony jako SG Südring Berlin
- 1947 – zmienił nazwę na SC Südring Berlin
- 1950 – połączył się z BFC Eintracht tworząc BFC Südring Berlin

## Sukcesy
- 12 sezonów w Oberlidze Berlin (1. poziom): 1946/47-1950/51, 1952/53, 1954/55, 1956/57, 1958/59 i 1960/61-1962/63.
- 6 sezonów w Regionallidze Nord (2. poziom): 1963/64-1968/69.
- Amateurliga Berlin (II poziom): 1956 (mistrz)
- Puchar Berlina: 1961 (finał)